# Eld (album)
Eld è il terzo album in studio del gruppo musicale progressive black metal norvegese Enslaved, pubblicato nel 1997.

## Tracce
1. 793 (Slaget om Lindisfarne) – 16:10
2. Hordalendigen – 5:19
3. Alfablot – 6:33
4. Kvasirs Blod – 7:51
5. For Lenge Siden – 8:08
6. Glemt – 8:04
7. Eld – 6:36

## Formazione
- Grutle Kjellson - voce, basso
- Ivar Bjørnson - chitarra, tastiere
- Harald Helgeson - batteria